# Kaspar Eichel
Kaspar Eichel (* 27. November 1942 in Berlin) ist ein deutscher Schauspieler, Hörspiel-Sprecher, Hörbuchsprecher und Synchronsprecher. Er ist bekannt als die deutsche Stimme von Robert Redford, Richard Dreyfuss, Patrick Stewart, Beau Bridges und Glenn Morshower.

## Leben

### Familie und Ausbildung
Kaspar Eichels Vater war der Schriftsteller Wito Eichel (1913–2002), später künstlerischer Leiter des DEFA-Studios für Synchronisation und Direktor für künstlerische Ausbildung der Filmhochschule Babelsberg. Von 1960 bis 1963 absolvierte Kaspar Eichel eine Schauspielausbildung an der Staatlichen Schauspielschule in Berlin-Schöneweide, ab 1981 Hochschule für Schauspielkunst „Ernst Busch“ Berlin.

### Theater
Sein erstes Theaterengagement hatte er von 1963 bis 1968 am Theater der Bergarbeiter in Senftenberg. Hier blieb er für drei Spielzeiten und spielte dort unter anderem die Titelrolle in Hamlet und den Truffaldino in dem Lustspiel Der Diener zweier Herren. Nach einer Spielzeit am Hans Otto Theater in Potsdam wurde er an das Deutsche Theater Berlin (1968–1970) engagiert. Eichel spielte in der Folgezeit immer wieder an Berliner Bühnen, u. a. am Maxim-Gorki-Theater (1972–1975), am Theater im Palais (1976–1979), an der Kleinen Bühne „Das Ei“ (1980–1983) und am Schauspielhaus Berlin (1987–1989; in der Fritz-Kreisler-Revue Wenn der Hund).
1990 übernahm er den Mönch in Götz von Berlichingen bei den Burgfestspielen Jagsthausen. 1991/1992 trat Eichel mit der Theatermanufaktur Berlin in der Schaubühne am Halleschen Ufer auf. Er spielte dort den Henker in Ein Engel kommt nach Babylon (1991) und den Kaiser in Brechts Turandot oder Der Kongreß der Weißwäscher (1992). Am Schillertheater Berlin gastierte er in der Spielzeit 1993/1994 als Kammerherr in Die Wildente (Regie: Katja Paryla). 2004 trat er an der Comödie Dresden mit Helga Piur und Renate Blume in dem Boulevardstück Die Freundin meiner Frau von Ralph Wiener auf; mit diesem Stück ging Eichel auch auf Tournee.
Seit 2001 arbeitet Eichel als Schauspieler und Regisseur am Berliner Kriminal Theater. Er trat dort unter anderem in den Agatha-Christie-Klassikern Die Mausefalle (als Paravinci), Zeugin der Anklage (in verschiedenen Rollen) und in Zehn kleine Negerlein (als Richter Wargrave) auf.

### Film und Fernsehen
Im Jahr 1964 spielte Eichel die Hauptrolle, den Schusterjungen Klaus, in dem DEFA-Märchenfilm Die goldene Gans. Ende der 1970er und Anfang der 1980er Jahre war er in den Märchenfilmen Aschenbrödel, Die zertanzten Schuhe und Das tapfere Schneiderlein in kleineren Rollen zu sehen. Größere Rollen hatte er 1965 in der Romanverfilmung Tiefe Furchen und in dem Filmdrama Berlin um die Ecke, das bis 1987 in der DDR nicht aufgeführt werden konnte. Seit 1969 gehörte Eichel zum Schauspielerensemble des Deutschen Fernsehfunks. Nach der Wende war er auch in westdeutschen Fernsehproduktion zu sehen. Er übernahm durchgehende Serienrollen, wiederkehrende Episodenrollen und auch Gastrollen. Von 2002 bis 2009 hatte er als Fischer Dietmar eine ständige Serienrolle in der ZDF-Serie Hallo Robbie!

### Synchronarbeiten
Eichel arbeitet auch als Synchronsprecher. Er synchronisierte Franco Nero, James Doohan, Ron Rifkin und Rick Warden sowie im Kinofilm Ab durch die Hecke William Shatner. Im Jahr 2007 ersetzte Eichel Robert Redfords langjährigen Sprecher Rolf Schult in Von Löwen und Lämmern. Diese Entscheidung ging auf einen US-amerikanischen Supervisor zurück, der Schult, welcher den ersten Trailer bereits synchronisiert hatte, als „unpassend“ empfand. Nach dem Tod Schults 2013 hat Eichel Redford in vier Filmen synchronisiert. Auch für Patrick Stewart ist Kaspar Eichel der neue Sprecher, so als Charles Xavier in den Filmen Wolverine: Weg des Kriegers, X-Men: Zukunft ist Vergangenheit und Logan – The Wolverine.

## Filmografie

### Kino
- 1964: Die goldene Gans
- 1965: Die Abenteuer des Werner Holt
- 1965: Tiefe Furchen
- 1965: Berlin um die Ecke
- 1967: Die Fahne von Kriwoj Rog
- 1968: Die Toten bleiben jung
- 1969: Verdacht auf einen Toten
- 1979: Des Henkers Bruder
- 1985: Die Gänse von Bützow
- 2015: Erich Mielke – Meister der Angst
- 2020: Betonrausch

### Fernsehen (Auswahl)
- 1968: Gib acht auf Susi!
- 1969: Der Staatsanwalt hat das Wort: Auf der Rennbahn (Fernsehreihe)
- 1970: Jeder stirbt für sich allein (Fernsehdreiteiler)
- 1970: Der Staatsanwalt hat das Wort: Strafversetzt (Fernsehreihe)
- 1971: Rottenknechte (Fernsehfünfteiler)
- 1973: Der Staatsanwalt hat das Wort: Unverhofftes Wiedersehen
- 1973: Stülpner-Legende (Fernsehserie, 7 Folgen)
- 1973: Die Brüder Lautensack (Fernsehdreiteiler)
- 1974: Der Leutnant vom Schwanenkietz (Fernsehdreiteiler)
- 1975: Heiraten/weiblich (Fernsehfilm)
- 1975: Männerwirtschaft (Fernsehfilm)
- 1976: Polizeiruf 110: Eine fast perfekte Sache (Fernsehreihe)
- 1976: Polizeiruf 110: Bitte zahlen (Fernsehreihe)
- 1976: Aschenbrödel (Fernsehfilm)
- 1977: Die zertanzten Schuhe (Fernsehfilm)
- 1978: Scharnhorst (Fernsehserie, 5 Folgen)
- 1979: Abschied vom Frieden (Fernseh-Dreiteiler)
- 1980: Polizeiruf 110: Der Einzelgänger (Fernsehreihe)
- 1981: Das tapfere Schneiderlein (Fernsehfilm)
- 1981: Trabant zu verkaufen (Fernsehfilm)
- 1982: Der blaue Oskar (Fernsehfilm)
- 1983: Die lieben Luder (Fernsehfilm)
- 1983: Es geht einer vor die Hunde (Fernsehfilm)
- 1984: Familie intakt: Reizende Ferien (Fernsehfilm)
- 1985: Das zweite Leben des Dr. Gundlach (Fernsehfilm)
- 1986: Die Weihnachtsklempner (Fernsehfilm)
- 1986: Polizeiruf 110: Parkplatz der Liebe (Fernsehreihe)
- 1986: König Karl (Fernsehfilm)
- 1987: Bebel und Bismarck (Fernseh-Dreiteiler)
- 1988: Johanna (Fernsehserie, eine Folge)
- 1989: Der Staatsanwalt hat das Wort: Noch nicht zu Hause (Fernsehreihe)
- 1990: Polizeiruf 110: Zahltag (Fernsehreihe)
- 1990: Gänsehaut (Fernsehfilm)
- 1990: Drei reizende Schwestern: Das blaue Krokodil (Fernsehreihe)
- 1990: Klein, aber Charlotte (Fernsehserie, 6 Folgen)
- 1992: Begräbnis einer Gräfin (Fernsehfilm)
- 1992: Gute Zeiten, schlechte Zeiten
- 1993: Tatort: Bauernopfer (Fernsehreihe)
- 1993: Polizeiruf 110: Tod im Kraftwerk
- 1994: Geheim – oder was?! (Fernsehserie)
- 1995: Polizeiruf 110: Im Netz (Fernsehreihe)
- 1995: Polizeiruf 110: Alte Freunde (Fernsehreihe)
- 1995: Die Bratpfannenstory (Fernsehfilm)
- 1996: Im Namen des Gesetzes (Fernsehserie, eine Folge)
- 2001: Die Cleveren (Fernsehserie, eine Folge)
- 2002–2009: Hallo Robbie! (Fernsehserie, 16 Folgen)
- 2005: Die Rettungsflieger (Fernsehserie, eine Folge)
- 2008: Polizeiruf 110: Wolfsmilch (Fernsehreihe)
- 2010: Pfarrer Braun: Schwein gehabt! (Fernsehreihe)
- 2010: Unser Charly (Fernsehserie, eine Folge)
- 2011: Löwenzahn (Fernsehserie, eine Folge)
- 2018: Lotte Jäger und die Tote im Dorf (Fernsehfilm)
- 2019: Die Spezialisten – Im Namen der Opfer (Fernsehserie, eine Folge)
- 2019: Beck is back! (Fernsehserie, eine Folge)

## Synchronrollen (Auswahl)

### Nach Schauspieler
- Robert Knepper
  - 2002: Verschüttet: Das Wunder von Pennsylvania als Mark „Moe“ Popernack
  - 2004: Species III als Dr. Abbot

- Miguel Sandoval
  - 2005–2011: Medium – Nichts bleibt verborgen (Fernsehserie) als Bezirksstaatsanwalt Manuel Devalos
  - 2009: 10-8: Officers on Duty (Fernsehserie) als Capt. Otis Briggs
  - 2023: Diplomatische Beziehungen (Fernsehserie) als Außenminister Miguel Ganon
  - 2024: John Sugar (Fernsehserie) als Thomas Kinsey

- Robert Morse
  - 2009–2015: Mad Men (Fernsehserie) als Bertram Cooper
  - 2016: American Crime Story (Fernsehserie) als Dominick Dunne

- Michael Parks
  - 2012: Django Unchained als Roy
  - 2014: Tusk als Howard Howe

- Gerald McRaney
  - 2014: Undercovers (Fernsehserie) als Carlton Shaw
  - 2015–2023: Navy CIS: L.A. (Fernsehserie) als Retired Navy Admiral Hollace Kilbride

- Tom Butler
  - 2020: Sonic the Hedgehog als Commander Walters
  - 2022: Sonic the Hedgehog 2 als Commander Walters
  - 2024: Sonic the Hedgehog 3 als Commander Walters

- Ron Rifkin
  - 2003–2008: Alias – Die Agentin (Fernsehserie) als Arvin Sloane
  - 2007–2014: Brothers & Sisters (Fernsehserie) als Saul Holden
  - 2016: Limitless (Fernsehserie) als Dennis Finch

- Richard Dreyfuss
  - 2004: Silver City als Chuck Raven
  - 2009: My Big Fat Greek Summer als Irv
  - 2015: Very Good Girls – Die Liebe eines Sommers als Danny

- Dennis Hopper
  - 2005: The Crow – Wicked Prayer als El Niño
  - 2007: E-Ring – Military Minds (Fernsehserie) als Col. Eli McNulty
  - 2008: Palermo Shooting als Frank

- Glenn Morshower
  - 2005: Charmed – Zauberhafte Hexen (Fernsehserie) als Agent Keyes
  - 2009: Transformers – Die Rache als General Morshower
  - 2013: Dallas (Fernsehserie) als Lou Rosen
  - 2015: Supergirl als Gen. Samuel Lane (Fernsehserie)

- Beau Bridges
  - 2006: Into the West – In den Westen (Fernsehserie) als Stephen Hoxie
  - 2010: Free Willy – Rettung aus der Piratenbucht als Gus Grisby
  - 2013–2016: Masters of Sex (Fernsehserie) als Barton Scully
  - seit 2024: Matlock (Fernsehserie) als Howard

- Scott Glenn
  - 2015–2016: Marvel’s Daredevil (Fernsehserie) als Stick
  - 2017: Marvel’s The Defenders (Fernsehserie) als Stick
  - 2025: The White Lotus (Fernsehserie) als Jim Hollinger

- Ross Marquand
  - 2018: Avengers: Infinity War als Red Skull
  - 2019: Avengers: Endgame als Red Skull
  - 2021: What If…? (Fernsehserie) als Johann Schmidt/Red Skull

- Patrick Stewart
  - 2015–2016: Blunt Talk (Fernsehserie) als Walter Blunt
  - 2017: Logan – The Wolverine als Prof. Charles Xavier / Professor X
  - 2020: 3 Engel für Charlie als John Bosley
  - 2022: Doctor Strange in the Multiverse of Madness als Prof. Charles Xavier / Professor X

- Robert Redford
  - 2007: Von Löwen und Lämmern als Prof. Stephen Malley
  - 2014: The Return of the First Avenger als Alexander Pierce
  - 2015: Der Moment der Wahrheit als Dan Rather
  - 2016: Elliot, der Drache als Meacham
  - 2017: The Discovery als Dr. Thomas Harbor
  - 2019: Avengers: Endgame als Alexander Pierce

### Filme
- 1966: Republik der Strolche – Anatoli Podschiwalow als Zigeuner
- 1974: Horoskop aus dem Computer – Josef Dvořák als Bedrich Hudecek
- 1982: Lasst Mond und Sonne singen – Djago Sasongko als Bagus
- 1985: Der weiße Apache – Die Rache des Halbbluts – Charles Borromel als Crazy Bull
- 1986: Der Einsame Nussbaum – S. Oganessjan als Artasches Mnejan
- 1988: Gefährliches Leben – Luis Alberto García als Ernesto Ardeniz
- 1990: Nur über deine Leiche – Jeffrey Jones als Floyd
- 1992: Mighty Ducks – Das Superteam – Garth Schumacher als Arresting Cop
- 1993: Da graust sich ja der Weihnachtsmann – Gérard Jugnot als Félix
- 1995: Eine Frau für Zwei – Ticky Holgado als Antoine
- 1996: Die Teufelsinsel – John Harmon als Andre
- 1997: Geiseln der Verdammnis – John Benfield als Bürgermeister
- 1998: Le Cousin – Gefährliches Wissen – Philippe Magnan als Donnadieu
- 1999: Ohne jede Chance – Ed Lauter als Ed Walker
- 2000: Deep in the Woods – Allein mit der Angst – François Berléand als Axel de Fersen
- 2001: Dark Species – Die Anderen – Paul Collins als Calment
- 2001: Moulin Rouge – Garry McDonald als Der Doktor
- 2006: Pom, das treue Fohlen – Richard Bohringer als Julien
- 2006: Die zehn Gebote – Patrick Gordon als Balaam
- 2006: Hui Buh – Das Schlossgespenst – Nick Brimble als Adolar / Daalor
- 2007: 7eventy 5ive – Rutger Hauer als Detective Criton
- 2008: Willkommen bei den Sch’tis – Eric Bleuzé als Mann auf Mofa
- 2009: Shortcut to Happiness – Der Teufel steckt im Detail – Anthony Hopkins als Daniel Webster
- 2011: Sand Sharks – Robert Pike Daniel als Angus
- 2012: Gone – Blaine Palmer als Conrad Reynolds
- 2013: Patrick – Charles Dance als Dr. Sebastian Roget
- 2015: Mr. Holmes – Ian McKellen als Sherlock Holmes
- 2015: Mittwoch 04:45 – Kostas Laskos als Der alte Mann
- 2016: Brave Men’s Blood – Theodór Júlíusson als Árni
- 2018: Halloween – Colin Mahan als Dr. Sam Loomis
- 2021: Conjuring 3: Im Bann des Teufels – John Noble als Pater Kastner
- 2021: Halloween Kills – Colin Mahan als Dr. Sam Loomis
- 2022: Halloween Ends – Colin Mahan als Dr. Sam Loomis

### Serien
- 1978: Die Frau hinter dem Ladentisch – Petr Svojtka als Vasek
- 1992: Kickers – Keisuke Yamashita als Vater von Tino
- 1993: Mord in der Toskana – Carlo Monni als Paolo’s Vater
- 1994: Die Rückkehr der Märchenbraut – Vítězslav Jandák als Targan
- 1995: Ein Supertrio – Banjô Ginga als Chef
- 1996: Chicago Hope – Endstation Hoffnung – Jamey Sheridan als Dr. John Sutton
- 1998: Der Planet der Dinosaurier – Kenichi Ogata als Hohepriester
- 1998: Immer wieder Fitz – Scott Sowers als Det. Oliver Parker
- 2000–2001: Chicago Hope – Endstation Hoffnung – Alan Rosenberg als Stuart Brickman
- 2001: Die Kreuzritter – The Crusaders – Franco Nero als Ibnazul
- 2006: Ghost Whisperer – Stimmen aus dem Jenseits – John Walcutt als Wide Brim Man
- 2006: Ghost Whisperer – Stimmen aus dem Jenseits – Julio Oscar Mechoso als Gilbert de la Paz
- 2006: Dragon Ball GT – Kazuyuki Sogabe als Dr. Mu
- 2007–2016: CSI: Vegas – Robert David Hall als Dr. Albert Robbins (2. Stimme)
- 2008: Romeo × Juliet – Katsuhisa Houki als Conrad
- 2008: Threat Matrix – Alarmstufe Rot – Will Lyman als Colonel Roger Atkins
- 2009–2010, 2012: True Blood – William Sanderson als Sheriff Bud Dearborne
- 2010: ’Allo ’Allo! – Hilary Minster als General Erich von Klinkerhoffen
- 2010: Glück auf Umwegen
- 2010–2018: Adventure Time – Abenteuerzeit mit Finn und Jake – Tom Kenny als Eiskönig
- 2012: Memphis Beat – Sam Hennings als Charlie „Whitehead“ White
- 2012–2013, 2022: Borgen – Gefährliche Seilschaften – Lars Knutzon als Bent Sejrø
- 2013: Marvin Marvin – Casey Sander als George „Pop–Pop“
- 2013–2015: Anger Management – Barry Corbin als Ed
- 2013–2015: Hart of Dixie – Christopher Curry als Crazy Earl
- 2013–2021: Last Man Standing – Hector Elizondo als Ed Alzate
- 2014: Hit the Floor – Don Stark als Oscar Kincade
- 2015: The Honourable Woman – Stephen Rea als Sir Hugh Hayden–Hoyle
- 2015–2017: The Strain – Jonathan Hyde als Eldritch Palmer
- 2015–2017: Turn: Washington’s Spies – Angus Macfadyen als Robert Rogers
- 2016–2023: Billions – Jeffrey DeMunn als Charles Rhoades Sr.
- 2016: Jordskott – Lars-Erik Berenett als Johan Thörnblad
- 2016: Victoria – James Wilby als Sir Piers Gifford
- 2016–2017: The Blacklist – Leon Rippy als Jäger (4 Folgen)
- 2019–2020: Riverdale – Malcolm Stewart als Francis J. Dupont
- 2019–2020: The Blacklist – Brian Dennehy als Dominic Wilkinson (2. Stimme)
- 2021: The Blacklist – Ron Raines als Dominic Wilkinson
- 2022: Better Call Saul – Jonathan Banks als Michael „Mike“ Ehrmantraut
- 2025: Der freundliche Spider-Man aus der Nachbarschaft – Travis Willingham als Secretary Thaddeus Ross

### Computerspiele
- 2012: Iron Sky: Invasion Video-Sequenzen als Admiral Kreuz
- 2014: Wolfenstein: The New Order (Deutscher Sprecher in der englischen Fassung des Wilhelm „Deathshead“ Strasse)
- 2016: Lego Dimensions als Eiskönig
- 2018: Far Cry 5 als Sheriff Earl Whitehorse

## Hörspiele (Auswahl)
- 1973: Johann Wolfgang von Goethe: Geschichte des Götz von Berlichingen mit der eisernen Hand (Georg) – Regie: Werner Grunow (Hörspiel – Rundfunk der DDR)
- 1974: Hans Siebe: Die roten Schuhe (als Tessmer) – Regie: Barbara Plensat (Kriminalhörspiel – Rundfunk der DDR)
- 1976: Hans Skirecki: Hinter Wittenberge – Regie: Barbara Plensat (Hörspiel – Rundfunk der DDR)
- 1978: Hans Siebe: Sommer in Kriebusch (als Uwe) – Regie: Fritz-Ernst Fechner (Hörspiel – Rundfunk der DDR)
- 1987: Georg Hirschfeld: Pauline (als Bolle) – Regie: Werner Grunow (Hörspiel – Rundfunk der DDR)
- 1987: Katrin Lange: Die Brandstifterin (als Günther) – Regie: Werner Grunow (Hörspielreihe Tatbestand, Nr. 35 – Rundfunk der DDR)
- 1985: Franz Fühmann: Das blaue Licht – Regie: Barbara Plensat (Fantasy, Märchen für Erwachsene – Rundfunk der DDR)
- 1989: Franz Graf von Pocci: Die Zaubergeige – Regie: Norbert Speer (Kinderhörspiel – Rundfunk der DDR)
- 1990: Wolfgang Pönisch: Taxi nach Lauterbach – Regie: Wolfgang Rindfleisch (Hörspiel – Rundfunk der DDR)
- 1991: Thomas Fuchs: Lisa (als Polizist) – Regie: Wolfgang Rindfleisch (Kinderhörspiel – Funkhaus Berlin/SFB)
- 1998: Michail Bulgakow: Der Meister und Margarita (als Legat) – Regie: Petra Meyenburg (Hörspiel [30 Teile] – MDR)
- 2006: Patrick J. Grieser: Caine (als Moretti) – Regie: Günter Merlau (Hörspiel [10 Teile] – Lausch)
- 2008: Star Wars: Dark Lord (nach James Lucenos Roman Dunkler Lord – Der Aufstieg des Darth Vader) als Cash Garrulan – Buch und Regie: Oliver Döring
- 2009: Lady Bedfort: Lady Bedfort und die schwarze Dame (als Jack Gaynor)
- 2013: Sherlock Holmes: Die geheimen Fälle des Meisterdetektives – Walpurgisnacht (als Bram Stoker) – Buch und Regie: Marc Gruppe (Hörspiel – Titania Medien)[2]
- 2015: M. R. James: Verlorene Herzen (Gruselkabinett, Folge 101) – Buch und Regie: Marc Gruppe (Hörspiel – Titania Medien)[3]
- seit 2023: Bibi und Tina (als Mühlenhofbauer)

## Hörbücher
- 2022: Heinrich Mann: Pippo Spano (Audible)